# 第25回全国高等学校バスケットボール選抜優勝大会
第25回全国高等学校バスケットボール選抜優勝大会（だい25かい ぜんこくこうとうがっこうバスケットボールせんばつゆうしょうたいかい）は、1994年12月23日から28日まで6日間にわたって東京体育館等で行われた全国高等学校バスケットボール選抜優勝大会である。

## 出場校
| 都道府県 | 男子                 | 男子           | 女子                       | 女子           |
| 都道府県 | 出場校               | 出場回数       | 出場校                     | 出場回数       |
| -------- | -------------------- | -------------- | -------------------------- | -------------- |
| 北海道   | 東海大学第四         | 11年連続20回目 | 札幌山の手                 | 6年連続13回目  |
| 青森県   | 八戸工業大学第一     | 初出場         | 八戸東                     | 初出場         |
| 岩手県   | 一関第一             | 3年ぶり2回目   | 盛岡白百合学園             | 2年ぶり4回目   |
| 宮城県   | 仙台                 | 8年連続8回目   | 聖和学園                   | 2年連続7回目   |
| 秋田県   | 能代工業             | 25年連続25回目 | 大曲                       | 7年ぶり14回目  |
| 山形県   | 日本大学山形         | 7年連続16回目  | 山形市立商業               | 5年連続5回目   |
| 福島県   | 福島工業             | 2年ぶり3回目   | 郡山女子                   | 2年連続3回目   |
| 茨城県   | 土浦日本大学         | 21年連続23回目 | 土浦日本大学               | 初出場         |
| 栃木県   | 鹿沼東               | 5年連続6回目   | 宇都宮中央女子             | 2年連続2回目   |
| 群馬県   | 高崎商業             | 4年ぶり6回目   | 高崎商業                   | 5年連続5回目   |
| 埼玉県   | 東京農業大学第三     | 3年連続4回目   | 星野女子                   | 2年連続7回目   |
| 千葉県   | 東海大学付属浦安     | 2年ぶり10回目  | 昭和学院                   | 7年連続20回目  |
| 東京都1  | 國學院大學久我山     | 3年連続7回目   | 東亜学園                   | 5年連続13回目  |
| 東京都2  | 世田谷学園           | 4年ぶり3回目   | 明星学園                   | 3年連続13回目  |
| 神奈川県 | 湘南工科大学附属     | 2年ぶり21回目  | 富岡                       | 2年ぶり7回目   |
| 山梨県   | 日川                 | 2年ぶり4回目   | 富士学苑                   | 3年連続3回目   |
| 長野県   | 松商学園             | 2年連続2回目   | 佐久                       | 2年ぶり4回目   |
| 新潟県   | 新潟工業             | 2年ぶり9回目   | 東京学館新潟               | 初出場         |
| 富山県   | 高岡商業             | 2年連続2回目   | 龍谷富山                   | 5年連続5回目   |
| 石川県   | 羽咋工業             | 3年ぶり2回目   | 七尾商業                   | 2年連続5回目   |
| 福井県   | 北陸                 | 16年連続17回目 | 福井商業                   | 初出場         |
| 岐阜県   | 岐阜農林             | 2年連続17回目  | 岐阜女子                   | 3年連続3回目   |
| 静岡県   | 沼津学園             | 2年連続2回目   | 市立沼津                   | 2年連続7回目   |
| 愛知県   | 愛知工業大学名電     | 7年連続17回目  | 名古屋短期大学付属         | 12年連続12回目 |
| 三重県   | 四日市工業           | 2年ぶり7回目   | 川越                       | 初出場         |
| 滋賀県   | 瀬田工業             | 2年連続2回目   | 長浜商工                   | 2年ぶり6回目   |
| 京都府   | 洛南                 | 10年連続20回目 | 家政学園                   | 4年ぶり3回目   |
| 大阪府   | 大商学園             | 8年ぶり4回目   | 樟蔭東                     | 2年連続11回目  |
| 兵庫県   | 育英                 | 4年連続9回目   | 甲子園学院                 | 13年連続15回目 |
| 奈良県   | 奈良育英             | 初出場         | 奈良文化短期大学付属       | 2年連続4回目   |
| 和歌山県 | 向陽                 | 初出場         | 和歌山信愛女子短期大学附属 | 3年連続4回目   |
| 鳥取県   | 鳥取東               | 4年連続4回目   | 倉吉北                     | 2年連続3回目   |
| 島根県   | 松江工業             | 11年ぶり9回目  | 松江商業                   | 4年連続8回目   |
| 岡山県   | 岡山理科大学附属     | 2年ぶり7回目   | 倉敷翠松                   | 4年連続5回目   |
| 広島県   | 広島皆実             | 初出場         | 広島皆実                   | 3年連続3回目   |
| 山口県   | 山口                 | 4年連続5回目   | 三田尻女子                 | 4年連続5回目   |
| 徳島県   | 城東                 | 5年連続7回目   | 城北                       | 5年連続5回目   |
| 香川県   | 高松工芸             | 3年ぶり2回目   | 丸亀城西                   | 初出場         |
| 愛媛県   | 新田                 | 6年連続9回目   | 新居浜商業                 | 4年連続8回目   |
| 高知県   | 高知工業             | 2年ぶり4回目   | 市立高知商業               | 2年ぶり5回目   |
| 福岡県   | 九州産業大学付属九州 | 7年ぶり3回目   | 中村学園女子               | 8年連続15回目  |
| 佐賀県   | 佐賀北               | 4年ぶり2回目   | 佐賀清和                   | 5年連続6回目   |
| 長崎県   | 長崎南山             | 3年連続4回目   | 純心女子                   | 3年連続4回目   |
| 熊本県   | 熊本工業             | 5年連続8回目   | 熊本国府                   | 2年連続3回目   |
| 大分県   | 大分舞鶴             | 3年ぶり3回目   | 藤蔭                       | 2年連続8回目   |
| 宮崎県   | 宮崎工業             | 3年ぶり3回目   | 小林                       | 5年連続12回目  |
| 鹿児島県 | れいめい             | 2年連続4回目   | 鹿児島女子                 | 5年連続15回目  |
| 沖縄県   | 北中城               | 初出場         | 普天間                     | 2年連続4回目   |

## 試合結果

### 男子
1回戦
- 洛南 73 - 72 東京農業大学第三
- 福島工業 79 - 66 鹿沼東
- 山口 57 - 54 新田
- 仙台 94 - 39 高松工芸
- 松江工業 72 - 70 羽咋工業
- 世田谷学園 88 - 46 八戸工業大学第一
- 九州産業大学付属九州 109 - 60 奈良育英
- 広島皆実 83 - 69 佐賀北

- 國學院大學久我山 76 - 60 松商学園
- 新潟工業 72 - 71 東海大学付属浦安
- 育英 89 - 68 岐阜農林
- 岡山理科大学附属 64 - 58 城東
- 日川 79 - 52 高知工業
- 長崎南山 124 - 75 瀬田工業
- 湘南工科大学附属 125 - 70 大分舞鶴
- 鳥取東 68 - 48 向陽

2回戦
- 日本大学山形 78 - 66 山口
- 仙台 99 - 55 宮崎工業
- 九州産業大学付属九州 77 - 65 高崎商業
- 能代工業 110 - 75 洛南
- 土浦日本大学 86 - 67 福島工業
- 東海大学第四 70 - 53 育英
- 新潟工業 76 - 75 沼津学園
- 大商学園 85 - 48 日川

- 湘南工科大学附属 104 - 72 四日市工業
- 世田谷学園 115 - 62 れいめい
- 愛知工業大学名電 120 - 66 長崎南山
- 高岡商業 86 - 57 松江工業
- 北中城 85 - 50 鳥取東
- 岡山理科大学附属 85 - 79 一関第一
- 國學院大學久我山 63 - 47 北陸
- 広島皆実 78 - 64 熊本工業

3回戦
- 広島皆実 79 - 59 高岡商業
- 世田谷学園 101 - 81 新潟工業
- 東海大学第四 65 - 63 九州産業大学付属九州
- 國學院大學久我山 88 - 55 愛知工業大学名電

- 大商学園 70 - 48 岡山理科大学附属
- 能代工業 86 - 70 日本大学山形
- 土浦日本大学 85 - 69 仙台
- 北中城 82 - 66 湘南工科大学附属

準々決勝
- 土浦日本大学 97 - 84 東海大学第四
- 能代工業 98 - 86 世田谷学園
- 國學院大學久我山 54 - 40 北中城
- 大商学園 84 - 47 広島皆実

準決勝
- 大商学園 68 - 65 能代工業（OT）
- 國學院大學久我山 62 - 56 土浦日本大学

3位決定戦
- 土浦日本大学 85 - 75 能代工業

決勝
- 大商学園 52 - 48 國學院大學久我山

### 女子
1回戦
- 普天間 75 - 64 長浜商工
- 丸亀城西 57 - 49 宇都宮中央女子
- 鹿児島女子 87 - 61 倉吉北
- 星野女子 82 - 50 和歌山信愛女子短期大学附属
- 広島皆実 75 - 34 盛岡白百合学園
- 新居浜商業 82 - 47 土浦日本大学
- 明星学園 58 - 48 奈良文化短期大学付属
- 高崎商業 77 - 44 松江商業

- 福井商業 85 - 70 藤蔭
- 三田尻女子 66 - 65 甲子園学院
- 佐賀清和 62 - 39 家政学園
- 東亜学園 57 - 48 城北
- 富岡 115 - 38 市立高知商業
- 熊本国府 73 - 40 川越
- 大曲 61 - 37 岐阜女子
- 八戸東 42 - 39 東京学館新潟

2回戦
- 龍谷富山 48 - 44 丸亀城西
- 七尾商業 67 - 35 鹿児島女子
- 純心女子 65 - 35 三田尻女子
- 星野女子 97 - 41 富士学苑
- 広島皆実 56 - 48 小林
- 昭和学院 75 - 53 新居浜商業
- 佐賀清和 56 - 51 倉敷翠松
- 山形市立商業 79 - 65 高崎商業

- 市立沼津 96 - 60 福井商業
- 富岡 76 - 48 樟蔭東
- 札幌山の手 66 - 60 大曲
- 東亜学園 68 - 59 佐久
- 名古屋短期大学付属 93 - 35 普天間
- 中村学園女子 74 - 44 八戸東
- 明星学園 60 - 50 郡山女子
- 聖和学園 57 - 45 熊本国府

3回戦
- 名古屋短期大学付属 74 - 57 星野女子
- 東亜学園 57 - 54 山形市立商業
- 中村学園女子 53 - 34 富岡
- 昭和学院 67 - 60 七尾商業

- 札幌山の手 62 - 43 龍谷富山
- 市立沼津 73 - 47 広島皆実
- 純心女子 59 - 41 明星学園
- 聖和学園 58 - 38 佐賀清和

準々決勝
- 名古屋短期大学付属 63 - 33 東亜学園
- 市立沼津 79 - 61 札幌山の手
- 中村学園女子 72 - 47 昭和学院
- 純心女子 64 - 56 聖和学園

準決勝
- 名古屋短期大学付属 72 - 65 市立沼津
- 純心女子 59 - 44 中村学園女子

3位決定戦
- 市立沼津 67 - 58 中村学園女子

決勝
- 名古屋短期大学付属 49 - 48 純心女子

## 大会ベスト5
男子
- 梶山信吾 (大商学園№5・3年)
- 喜多誠 (大商学園№14・2年)
- 石坂秀一 (國學院大學久我山№15・3年)
- 陳岡悟 (土浦日本大学№6・3年)
- 高橋尚毅 (能代工業№7・2年)

女子
- 黒田明子 (名古屋短期大学付属№5・3年)
- 渡邉温子 (名古屋短期大学付属№13・1年)
- 永田睦子 (純心女子№5・3年)
- 山崎里子 (市立沼津№4・3年)
- 土橋里美 (中村学園女子№5・3年)